# Manuel Chavez
Manuel Chavez (Long Island, Nueva York, 21 de julio de 2010) es un actor dominicano-ecuatoriano, más conocido por su interpretación como el joven Namor en la película Black Panther: Wakanda Forever (2022).